# Sólo la verdad (Saint Judy)
Sólo la verdad (Saint Judy) es una película biográfica estadounidense de 2019, sobre Judy Wood, abogada de inmigración cuyo tesón consiguió modificar la dura legislación sobre la concesión de asilo en los Estados Unidos, para salvar la vida de las mujeres.
Dirigida por Sean Hanish, y protagonizada por Michelle Monaghan y Leem Lubany, se construyó a partir de un primer guion escrito por un ex pasante de la propia Wood. La película se estrenó en el Festival de Cine de Los Ángeles de 2018, y estrenada el 1 de marzo de 2019 por Blue Fox Entertainment.

## Reparto
- Michelle Monaghan como Judy Wood
- Judith L. Wood (como ella misma, en el cameo final de los créditos del filme)
- Leem Lubany como Asefa
- Common como  Benjamin Adebayo
- Fahim Fazli como líder talibán
- Peter Krause como Matthew
- Ben Schnetzer como Parker
- Waleed Zuaiter como Omar
- Mykelti Williamson como doctor Dikembe Mustafa
- Gabriel Bateman como Alex Wood (hijo de Judy)
- Aimee Garcia como Celi
- Kevin Chapman como director del campo de inmigrantes
- Gil Birmingham como Michael Bowman
- Alfred Molina como abogado Ray Hernandez
- Alfre Woodard como jueza Benton

## Premios
- LA Film Festival (2018).[4]
- Mejor película extranjera en el London Raindance Film Festival (2018). Donde la protagonista, Michelle Monaghan fue asimismo nominada.
- Mención y premio Gap en el Mill Valley Film Festival (2018).